# The Family of Man
The Family of Man var en fotoudstilling, der fra 1951 blev sammenstillet af Edward Steichen for Museum of Modern Art (MoMA) i New York, hvor den blev vist fra 24. Januar 1955. Ud af over to millioner fotografier udvalgte Steichen og hans medarbejder Wayne Miller 10.000, og det endte med at 503 optagelser af 273 fotografer fra 68 lande indgik i udstillingen.
The Family of Man viser et omfattende portræt af menneskeheden i 37 forskellige temaer, herunder kærlighed, tro, fødsel, arbejde, familie, børn, krig og fred. Efter krigen skulle den hjælpe med at skabe en bedre verden og befordre forståelsen mellem mennesker. Fotografi skulle tjene som et universelt sprog alle mennesker kunne forstå. Udstillingen skulle vise at alle mennesker er lige. At enhver person uanset klasse, race, kultur, uanset alder eller køn har værdighed, og at alle mennesker har en fælles natur. Kærlighedens kraft og medmenneskelighed skulle overvinde had, vold og ødelæggelse.
Fotografierne kom fra ubekendte amatører og fra kendte fotografer som Henri Cartier-Bresson og Alfred Eisenstaedt. Steichens kriterium for udvælgelse var udelukkende om de tjente udstillingens mål.
Der blev lavet en bog med samme navn med introduktion af Steichens svoger Carl Sandburg. Den udkom i forskellige formater i 1950'erne, en pocket-udgave blev særlig populær. En udgave i stort format kom 40 år senere. I alt solgt i omkring fire millioner eksemplarer.
Udstillingen har senere været vist i forskellige versioner i 38 lande og set af mere end ni millioner mennesker. I Steichens fødeland Luxembourg findes en permanent udstilling i Clervaux. 2003 blev Family of Man anbefalet til UNESCOs Memory of the World Programme (Verdensminde) i anerkendelse af dens historiske værdi.
Udstillingen The Family of Man vistes 1958 på Charlottenborg i København